# Annette Bach
Annette Bach (Amburgo, ...) è un'attrice tedesca.

## Biografia
Nata ad Amburgo, frequenta l'Accademia di Recitazione a Berlino, iniziando a lavorare per il teatro e in piccole parti cinematografiche. Giunta in Italia nel 1941, in un periodo in cui frequenti erano le coproduzioni tra Italia a Germania, riesce dopo un provino, ad ottenere la parte di Fiamma nel film prodotto dalla Colosseum Il mercante di schiave, diretto da Duilio Coletti girato a Cinecittà; nel 1942 recita nella pellicola Labbra serrate prodotta dalla Manenti Film, casa di produzione con cui rimarrà a contratto sino al 1949.
Passati gli eventi bellici, torna davanti alla cinepresa per altri quattro film che la terranno impegnata sino al 1949. Sposata con un pittore e commerciante napoletano, è parente per matrimonio dello scrittore e giornalista Ermanno Rea e nonna materna del pittore Carlo Rea.

## Filmografia

Annette Bach in Labbra serrate (1942)

- Süss l'ebreo (Jud Süß), regia di Veit Harlan (1940)
- Il mercante di schiave, regia di Duilio Coletti (1942)
- Labbra serrate, regia di Mario Mattoli (1942)
- Tutta la vita in ventiquattr'ore, regia di Carlo Ludovico Bragaglia (1943)
- Pronto, chi parla?, regia di Carlo Ludovico Bragaglia (1945)
- Amanti in fuga, regia di Giacomo Gentilomo (1946)
- Il diavolo bianco, regia di Nunzio Malasomma (1947)
- L'uomo dal guanto grigio, regia di Camillo Mastrocinque (1948)
- Duello senza onore, regia di Camillo Mastrocinque (1949)

## Doppiatrici italiane
- Lydia Simoneschi in Il mercante di schiave, Labbra serrate, Amanti in fuga
- Rosetta Calavetta in Tutta la vita in ventiquattro ore